# Clementina Walkinshaw
Clementina Maria Sophia Walkinshaw (1720 - 27 de novembro de 1802) foi a amante do príncipe Carlos Eduardo Stuart.

## Biografia
Clementina era a caçula das dez filhas de John Walkinshaw, de Barrowhill (1671-1731) e sua esposa Katherine Paterson. Os Walkinshaw possuíam as terras de Barrowfield e Camlachie, e seu pai se tornou um rico comerciante de Glasgow (fundando a vila têxtil de Calton). No entanto, ele também era um episcopal e jacobita que havia lutado pelo pai do príncipe no levante de 1715, tendo sido capturado na batalha de Sheriffmuir, antes de fugir do castelo de Stirling e ir para o continente.
Em 1717, ele foi perdoado pelo governo britânico e retornou a Glasgow, onde sua filha mais nova nasceu provavelmente em Camlachie. No entanto, Clementina foi amplamente educada no continente e mais tarde convertida ao catolicismo romano.
Em 1746, ela estava morando na casa de seu tio Sir Hugh Paterson em Bannockburn, perto de Stirling. O príncipe chegou à casa de Sir Hugh no início de janeiro de 1746, onde conheceu Clementina, e retornou no final daquele mês para ser cuidado por ela do que parece ter sido um resfriado. Dado que ela estava vivendo sob a proteção de seu tio, não se pensa que os dois fossem amantes no momento.